# Liste der Studentenverbindungen an der Ostfalia Hochschule für angewandte Wissenschaften
Die Liste der Studentenverbindungen an der Ostfalia Hochschule für angewandte Wissenschaften enthält die aktiven, suspendierten und erloschenen Studentenverbindungen an der Ostfalia Hochschule für angewandte Wissenschaften, die unterschiedlichen Korporationsverbänden angehörten oder verbandsfrei sind. Die Ostfalia verfügt über Standorte in Salzgitter, Wolfenbüttel, Wolfsburg und Suderburg. In Salzgitter existiert keine Verbindung. Die Sortierung erfolgt nach dem Gründungsdatum.

## Wolfenbüttel
|  |
|  |
|  |
|  |
|  |

|  |
|  |
|  |
|  |
|  |

|  |
|  |
|  |
|  |
|  |

|  |
|  |
|  |
|  |
|  |

## Wolfsburg
| Name                                             | Gründung     | Farben                                          | Wappen | Zirkel | Verband | Fechtfrage    | Mitglieder | Anmerkungen |
| ------------------------------------------------ | ------------ | ----------------------------------------------- | ------ | ------ | ------- | ------------- | ---------- | --- |
| Burschenschaft Euklidia zu Hamburg und Wolfsburg | 2. Juli 1923 | \| \| \| \| \| \| \| \| \| \| hellblau-rot-weiß |        |        | BDIC    | freischlagend | Männer     | Suspension Sommersemester 2015; seit Sommersemester 1949 Burschenschaft; blaue Mütze, Fuchsenfarbe: hellblau-weiß; Wahlspruch: Einigkeit und Recht und Freiheit! |
|                                                  |              |                                                 |        |        |         |               |            | |
|                                                  |              |                                                 |        |        |         |               |            | |
|                                                  |              |                                                 |        |        |         |               |            | |
|                                                  |              |                                                 |        |        |         |               |            | |
|                                                  |              |                                                 |        |        |         |               |            | |

## Suderburg
|  |
|  |
|  |
|  |
|  |

|  |
|  |
|  |
|  |
|  |